# Anarchistische Pogo-Partei Deutschlands
Die Anarchistische Pogo-Partei Deutschlands (Kurzbezeichnung: APPD) ist eine deutsche Kleinpartei, die sich selbst als „pogo-anarchistisch“ bezeichnet. Seit 1997 nimmt die APPD unregelmäßig bei Bundestags-, Landtags- und Kommunalwahlen teil. Ihre Ernsthaftigkeit wird von vielen politischen Beobachtern infrage gestellt und die APPD oft als Spaßpartei eingestuft.

## Profil
Die APPD ist laut Selbstbeschreibung „der Anwalt des Pöbels und der Sozialschmarotzer“. Politische Hauptziele der APPD sind das Recht auf Arbeitslosigkeit bei vollem Lohnausgleich, die Neugliederung Deutschlands in verschiedene „Pogo-Zonen (Balkanisierung)“, die „Radikalisierung des Bildungsstandards“ bei gleichzeitiger Abschaffung der Schulpflicht, die Legalisierung aller Drogen und die Lockerung des Versammlungs- und Demonstrationsrechts. Oberstes Ziel der APPD ist die Umsetzung des Gesellschaftsmodells der sogenannten Pogoanarchie. Leitsatz der Partei ist Frieden Freiheit Abenteuer.
Die APPD lehnt Deutschland als Nationalstaat ab.
Die Parteimitglieder werden im Parteistatut und in der Anrede als Kamernossen bezeichnet, ein Kofferwort aus Kamerad und Genosse.
Das Zeichen der APPD, das sogenannte „Balkanium“, sieht aus wie ein V, das durch einen Kreis gezogen ist.

### Wahlergebnisse
Seit dem Beginn ihrer Wahlteilnahmen im Jahr 1997 nahm die APPD an zwei Bundestagswahlen, den Wahlen zu fünf Länderparlamenten, zwei Kommunalwahlen, einer Landratswahl und zwei Bürgermeisterwahlen teil.
- 1997 Bürgerschaftswahl in Hamburg: 0,5 % – 3754 Stimmen
- 1998 Bundestagswahl: Erststimmen 0,0 % – 1676 Stimmen (je 1 Kandidat in Hamburg, Mecklenburg-Vorpommern und im Saarland); Zweitstimmen 0,1 % – 35242 Stimmen (Teilnahme in Hamburg, Niedersachsen, Bremen, Berlin, NRW, Hessen, Bayern, Baden-Württemberg und im Saarland)
- 2001 Wahl zum Abgeordnetenhaus von Berlin: Erststimmen 0,0 % – 186 Stimmen
- 2003 Landtagswahl in Hessen: Erststimmen 0,0 % – 216 Stimmen
- 2005 Bundestagswahl: Erststimmen 0,0 % – 3018 Stimmen (3 Kandidaten in Berlin, 1 Kandidat in Sachsen); Zweitstimmen 0,0 % – 4233 Stimmen (Teilnahme in Berlin und Hamburg)
- 2006 Wahl zum Abgeordnetenhaus von Berlin: Zweitstimmen 0,3 % – 3476 Stimmen
- 2006 Kommunalwahl in Hessen (Kreis Marburg (Lahn)): 0,6 % – 7679 Stimmen
- 2006 Kommunalwahl in Niedersachsen (Wahlkreis Linden-Limmer als Pogo-Partei): 1,6 % – 569 Stimmen
- 2006 Oberbürgermeisterwahl in Tübingen (Kandidat Steven Good): 1,1 % – 325 Stimmen
- 2007 Bürgermeisterwahl in Elmshorn (Kandidat Andreas Forte): 10,3 % – 1070 Stimmen
- 2007 Landratswahl in Hessen (Kreis Marburg-Biedenkopf, Kandidat Mirco Rosenberger): 2,0 % – 1155 Stimmen
- 2011 Wahl zum Abgeordnetenhaus von Berlin: Zweitstimmen 0,0 % – 401 Stimmen (nur in Friedrichshain-Kreuzberg mit angetreten, dort entspricht dieses 0,4 %)
- 2023 Landtagswahl in Hessen: Zweitstimmen 0,1 % – 1962 Stimmen

## Struktur
Presseorgan der Partei ist die Zeitschrift Armes Deutschland. Neben dem Bundesverband existieren in einigen Bundesländern Landesverbände. Die einzelnen Landesverbände gliedern sich in Kreis-/Ortsverbände auf. Die APPD will keine Zentralisierung und macht das auch an ihrer Organisationsstruktur fest. Partnerparteien der APPD in anderen Ländern sind unter anderem die Alpine Pogo-Partei Österreichs (APPÖ) und die Anarchist Pogo Party of America (APPA) in den USA.

## Geschichte

### 1980er Jahre

Titelseite des ersten Programms der APPD von 1984

Die Partei wurde 1981 von zwei hannoverschen Gymnasiasten mit den Spitznamen Zewa und Kotze gegründet. In den folgenden Jahren stießen viele Punks dazu.
1983 fasste die Parteiführung den Entschluss, die APPD bundesweit auszudehnen. Unter der Leitung des späteren Spitzenkandidaten Karl Nagel wurde ein völlig neues Konzept entwickelt. Die APPD-Politik sollte auf eine absolut legale Basis gestellt werden, und der satirische Humor sollte einer kommerziellen Politiksatire weichen.
Am 18. Februar 1984 wurde in Hannover der erste ordentliche Parteitag der APPD abgehalten. In Hannover wurde dabei das Programm verabschiedet. Es bildeten sich viele kleine Verbände und Sektionen der APPD, die lose mit der Partei organisiert waren. Die Auseinandersetzungen auf den Chaostagen 1984 zwischen Polizei und Pogo-Anarchisten brachten die politische Arbeit der APPD in ganz Deutschland zum Stillstand. Im August 1986 wurde auf dem Münchener Olympiagelände der zweite ordentliche Parteitag abgehalten. Dabei kam es innerhalb der Partei zu Meinungsverschiedenheiten zwischen dem anarchistischen und dem selbsternannten monarchistischen Flügel der APPD. Das führte zur Auflösung der Partei.

### 1990er Jahre
1994 wurde die APPD neu gegründet. Man beschloss, nun auch bei Wahlen anzutreten. Bei den Bürgerschaftswahlen in Hamburg 1997 erreichte die APPD im Stadtteil St. Pauli 5,3 % der Stimmen und wurde dort viertstärkste Partei. 1998 trat die APPD mit ihrem Spitzenkandidaten Karl Nagel mit den Motto Arbeit ist Scheiße! und Saufen, saufen, jeden Tag nur saufen! bei der Bundestagswahl an. Sie erreichte 35.347 Stimmen (0,07 %). Schließlich wurde die Partei 1999 in Bremen erneut aufgelöst.

### 2000er Jahre
Im Dezember 2000 beschloss man in München die Neugründung der APPD. Dazu wurde ein neuer Bundesvorstand gewählt. Vier Monate später wurde nochmals ein neuer Bundesvorstand gewählt.
Im Januar 2004 wurde ein neuer Bundesvorstand gewählt (Parteivorsitzender: Christo Großmann). Die für eine Teilnahme an der Europawahl 2004 erforderlichen Unterstützungsunterschriften wurden bei der Wahlkommission nicht fristgemäß eingereicht.

#### Bundestagswahl 2005 mit umstrittenem Wahlwerbespot
Im Mai 2005 wurde die Teilnahme der APPD am Wahlkampf zur kommenden Bundestagswahl mitgeteilt. Wahlkampfmanager war Karl Nagel und Spitzenkandidat Wolfgang Wendland.
Der Bundeswahlausschuss hatte am 12. August 2005 die APPD zur vorgezogenen Bundestagswahl 2005 zugelassen. Allerdings konnte die APPD nur in Berlin und Hamburg antreten, da in den restlichen Bundesländern die erforderlichen Unterstützerunterschriften nicht rechtzeitig abgegeben wurden.
Am 26. August 2005 wurde die Wahlwerbung der APPD von dem für die Ausstrahlung von Wahlwerbespots innerhalb der ARD zuständigen WDR zuerst zurückgewiesen, da sie laut WDR „die Entwicklung von Kindern und Jugendlichen und ihre Erziehung zu einer eigenverantwortlichen und gemeinschaftsfähigen Persönlichkeit schwer gefährdet“. In dem Spot wurden nach Meinung des WDR Rauschmittel konsumiert sowie sexuelle Handlungen gezeigt. Er wurde ausgestrahlt, nachdem die Partei eine abgeänderte Fassung erstellt hatte: Es wurde, außer der Ansprache und dem Schlusswort des Spitzenkandidaten, statt jeder einzelnen Szene nur ein bildschirmfüllender Hinweis angezeigt mit Anspielung auf die Originalszenen des Wahlwerbespots. Im ZDF wurde der Spot ebenfalls in der abgeänderten Version ausgestrahlt.
Aufgrund der Entscheidung des Oberverwaltungsgerichtes Münster wurde der Spot dann am 5. September in der ARD in der Originalversion ausgestrahlt. Das Oberverwaltungsgericht kommentierte den Spot als „geschmacklos“, der damalige Innenminister Otto Schily bezeichnete ihn als „eine Schande für Deutschland“.
Eine Verfassungsbeschwerde durch den Parteivorsitzenden Großmann beim Bundesverfassungsgericht wurde nicht zur Entscheidung angenommen.

#### Spaltung nach der Bundestagswahl
Nach der Wahl am 18. September 2005 war die Partei zerrüttet, parteiintern wurden die aus den 1980er Jahren stammenden Konzepte in Frage gestellt. Einige Forderungen der APPD seien falsch umgesetzt worden und müssten nun anders formuliert werden. So wurde vorgeworfen, dass die von der APPD befürworteten Swingerclubs dem Prinzip vom „kostenlosen sexuellen Lustvergnügen in Mitfickzentralen“ nicht gerecht werden, sondern nur in der Organisationsform. Die Partei war in zwei unterschiedliche Lager geteilt. Die Gruppe um Nagel verurteilte die Versuche der Berliner Fraktion um den Parteivorsitzenden Großmann, eine ernstzunehmendere und ergebnisorientiertere Politik in der APPD zu etablieren. Diese Differenzen endeten in persönlichen Anfeindungen, die größtenteils im Internet ausgetragen wurden. Anlass für den von der APPD so genannten „Pogokrieg“ war der Internetauftritt der Partei: Nagel beanspruchte die APPD-Website für sich und ließ die Domain appd.de auf seinen Namen registrieren. Nach einem Gerichtsurteil bekam Großmann die Rechte der Domain zugesprochen und registrierte diese auf seinen Namen. Nagel reagierte dann mit der Anmeldung der Internetpräsenz pogo-partei.de, welche später offiziell am 6. November unter selben Namen als Partei gegründet wurde. Das Ergebnis der parteiinternen Auseinandersetzungen war die Spaltung der APPD in die Anarchistische Pogo-Partei Deutschlands und die Pogo-Partei (kurz POP) mit jeweils eigener Webseite und Eintrag in der Liste der Parteien beim Bundeswahlleiter.

#### APPD nach der Spaltung
Auf dem sogenannten Wiedervereinigungsparteitag am 10. Dezember 2005 wurde Steven Good zum neuen Bundesvorsitzenden gewählt, konnte aber den Posten nicht einnehmen, da die Wahl für ungültig erklärt wurde. Großmann blieb somit weiterhin Parteivorsitzender.
- Am 26. März 2006 trat die APPD-Marburg erstmals zu einer Kommunalwahl in Hessen an. Norbert  Bollen erreichte dabei als Spitzenkandidat in Marburg 0,6 %.
- Der Berliner Landesverband trat zu den Wahlen zum Abgeordnetenhaus am 17. September 2006 an. Die Berliner APPD bekam in Berlin 0,3 % der Stimmen, in dem Verwaltungsbezirk Friedrichshain-Kreuzberg waren es 1 %.
- In Hessen wurde am 24. September 2006 auf der ordentlichen Landesmitgliederversammlung ein neuer Landesvorstand gewählt, Norbert Bollen wurde neuer Landesvorstandsvorsitzender.
- Im Oktober 2006 stellte sich Good als Kandidat zur Oberbürgermeisterwahl in Tübingen für die APPD auf und erreichte 1,1 %.
- 2007 wurde angekündigt bei den Wahlen zum Bayerischen Landtag 2008 anzutreten.
- Mirco Rosenberger trat für die APPD zur kommenden Wahl des Landrates im Kreis Marburg-Biedenkopf am 9. September 2007 an. Am 28. April 2007 wurde auf der ordentlichen Landesmitgliederversammlung in Marburg beschlossen, zu den Landtagswahlen 2008 anzutreten. Voraussetzung war, dass die Hessen APPD 1000 Unterstützungsunterschriften bis November 2007 einreichen muss, um an der Landtagswahl teilzunehmen. In einer Sitzung des Hessischen Landeswahlausschusses wurde am 30. November 2007 festgestellt, dass die APPD lediglich 285 Unterstützungsunterschriften für ihre Kandidatur gesammelt hatte und folglich die Voraussetzung klar verfehlt hatte.[5]

Auf dem Bundesparteitag am 3. Mai 2008 in Berlin wurde Volker Stoi zum Bundesvorsitzenden gewählt und die Wahlteilnahme an der Bundestagswahl 2009 beschlossen. Stoi war bereits seit 2007 Landesvorsitzender des Landesverbands Bayern und managte dort die Teilnahme der APPD an der Landtagswahl in Bayern 2008, erreichte jedoch keine Zulassung zur Wahl. Stoi fiel bei der Aufstellungsversammlung für die Bundestagswahl 2009 durch die Floskel „Landesverbände im Untergrund“ medial auf.

#### Europawahl 2009
Die APPD traf keine Vorbereitungen für eine Wahlteilnahme an der Europawahl 2009. Die Pogo-Partei hatte vor an dieser Wahl teilzunehmen, löste sich jedoch wegen parteiinternen Querelen kurz vorher auf, weil zwei ihrer Mitglieder aus dem Parteivorstand im Wahlkampf zu dieser Wahl ohne parteiinterne Absprache zur Die Partei übergelaufen waren. Dies ging einher mit der bereits im Jahr 2005 vollzogenen Fusion von KPD/RZ und Die Partei. Im Jahr 2015 machte auch Karl Nagel gemeinsame Sache mit der Die Partei.

#### Bundestagswahl 2009
Am 17. Juli 2009 verneinte der Bundeswahlausschuss die Parteieigenschaft der APPD. Bundeswahlleiter Roderich Egeler sprach der Partei ihre Ernsthaftigkeit ab und stellte mangelnde Organisationsstrukturen fest. Sie konnte daher bei der Bundestagswahl 2009 nicht antreten.
Der gegen diese Entscheidung erhobene Einspruch wurde vom Wahlprüfungsausschuss als unbegründet zurückgewiesen.
Auch die Pogo-Partei plante eine Wahlteilnahme an dieser Wahl und reichte eine Wahlbeteiligungsanzeige beim Bundeswahlleiter ein. Über ihre Zulassung zur Wahl stimmte der Wahlausschuss jedoch nicht ab, da diese sich nach eigenem Bekenntnis zu diesem Zeitpunkt bereits aufgelöst hatte.

### 2010er Jahre
Anfang 2010, kurz vor dem Ablauf der 2-Jahresfrist zur Neuwahl eines Bundesvorstands, dankte Stoi per Videobotschaft als offizieller Bundesvorsitzender ab und fungierte als „Imperator der APPD“ weiter.
Der Ortsverband APPD-Marburg (Hessen) trat 2011 zum wiederholten Male zur Kommunalwahl an. Der Kreiswahlausschuss in Marburg ließ in seiner Sitzung am 24. Januar 2011 sowohl den Wahlvorschlag für die Oberbürgermeisterwahl als auch die Gemeindewahl zu. Im Berliner Bezirk Friedrichshain-Kreuzberg trat die APPD 2011 mit einem Direktkandidaten zur Wahl zum 17. Abgeordnetenhaus an.
Am 2. Juli 2016 wurde in Nürnberg ein neuer Bundesvorstand gewählt (Parteivorsitzender: Peter Vehreschild).
Am 7. Juli 2018 wurde ein neuer Bundesvorstand gewählt (Parteivorsitzender: Andreas Reiter).

### Entwicklung seit 2020
Zur Bundestagswahl 2021 wurde die APPD nicht zugelassen, weil eine Wahlbeteiligungsanzeige beim Bundeswahlleiter nur online eingegangen war. Mitte Juli 2021 legte die Partei dagegen beim Bundesverfassungsgericht Beschwerde ein. Mit Beschluss vom 22. Juli 2021 wurde diese Beschwerde vom Bundesverfassungsgericht als unzulässig verworfen, da die Beschwerde nicht innerhalb der gesetzlich vorgeschriebenen Frist durch die APPD eingereicht wurde.
Am 29. März 2022 wurde die Partei aus der Unterlagensammlung der Bundeswahlleiterin herausgenommen, da sie den Status „Partei“ gemäß § 2 Absatz 2 Satz 2 Parteiengesetz verloren hat.
Am 7. Mai 2022 wurde ein neuer Bundesvorstand gewählt (Parteivorsitzende: Saskia Schwabeland).
Zur Landtagswahl in Hessen 2023 trat die APPD an und erreichte 0,1 %.
Bei der Kommunalwahl in Freiburg im Breisgau 2024, bei der die Partei ausschließlich mit arbeitslosen Kandidaten antrat, erreichte sie 0,2 %.
Für die Bundestagswahl 2025 wurde die Partei APPD, die unter dem Namen Anarchische Pogo-Partei Deutschlands geführt wurde, nicht zugelassen.
Die Bundeswahlleiterin Ruth Brand wies in diesem Zusammenhang explizit darauf hin, dass es sich bei dieser Partei nicht um die in den Unterlagen der Bundeswahlleitung aufgeführten (und in diesem Artikel behandelten) Anarchistische Pogo Partei Deutschlands handele, sondern um die Anarchische Pogo Partei Deutschlands. Zwischen der Anarchistischen Pogo Partei Deutschlands und der Anarchischen Pogo Partei Deutschlands besteht insofern eine personelle Überschneidung, als dass die Beteiligungsanzeige von Volker Stoi ausging, einem früheren Parteivorsitzenden der in diesem Artikel behandelten APPD.

## Politische Einordnung
Der damalige Bundestagspräsident Wolfgang Thierse bestritt eine „ausreichende Ernsthaftigkeit“, die Bedingung der Zulassung einer Partei zur Wahl ist, und bezeichnete die APPD als Spaßpartei.